# Crocidium fuscum
Crocidium fuscum är en tvåvingeart som beskrevs av Greathead 2000. Crocidium fuscum ingår i släktet Crocidium och familjen svävflugor.
Artens utbredningsområde är Namibia. Inga underarter finns listade i Catalogue of Life.